# Делегат ЦВРКД
Делегат ЦВРКД — контролююча посада в Донбасі на початку 1918 року.

## Історія
У зв'язку з тим, що укази Центроштаба не завжди доходили до місцевих ревкомів і не завжди виконувалися ревкомами. За рішенням ЦВРК в березні 1918 був створений інститут делегатів для більш міцного зв'язку з місцями. Вони відряджалися як представники ЦВРК в районі штаби для спостереження за їх діяльністю.

## Обов'язки делегата ЦВРКД
1. Стежити за виконанням всіх вказівок, постанов і розпоряджень Центрального штабу.
2. Сприяти налагодженню роботи в районах.
3. Спостерігати за правильним складанням підписок і за рекомендаціями.
4. Стежити за порядком в червоноармійських частинах, стягувати з командирів за все упущення, вимагати дисципліни і акуратних занять, а також несення каральних нарядів.
5. Точно і щодня доносити про стан справ.
6. Стежити за своєчасним доставлянням щотижневого звіту в Центроштаб.
7. Перевіряти, чи дійсно існують згадані в підписних листах червоноармійці і їх родини, і заявляти про неправильність в Центроштаб.
8. Не допускати понад нормального витрачання продовольства й обмундирування і т.
9. Прагнути зміцнювати в районі революційний настрій в масах і зміцнювати владу Рад.
10. Тримати зв'язок з сусідніми делегатами[2][3].